# Edward Babiuch
Edward Mikołaj Babiuch (; Będzin, 28 dicembre 1927 – Dąbrowa Górnicza, 1º febbraio 2021) è stato un politico polacco.

## Biografia
Fu primo ministro della Repubblica Popolare di Polonia dal 18 febbraio al 24 agosto 1980.